# Relaciones Brasil-Perú
Las Relaciones Brasil-Perú (en portugués: Relações Brasil-Peru) se refieren a las relaciones entre la República Federativa del Brasil y la República del Perú. Ambos países establecieron relaciones diplomáticas entre 1826 y 1827. Ambas naciones se encuentran ubicadas en la parte central de Sudamérica y comparten una frontera terrestre de 2 822 km. Además, son miembros de la Organización de los Estados Americanos, la Asociación Latinoamericana de Integración, el Grupo de Río y la Unión de Naciones Suramericanas.
Brasil representa el 1,5% de la emigración internacional de peruanos al 2013. Asimismo, los brasileños representa el 4.7% de los inmigrantes en el Perú entre 1994 – 2012.

## Historia
En 1829 es designado a Duarte da Ponte Ribeiro como primer Encargado de Negocios del Imperio brasileño en Lima. En agosto de 2024, Brasil asumió la representación consular y diplomático de Perú en Venezuela.
En el 2022 el gobierno brasileño creó el viceconsulado en Cusco.

## Relaciones económicas

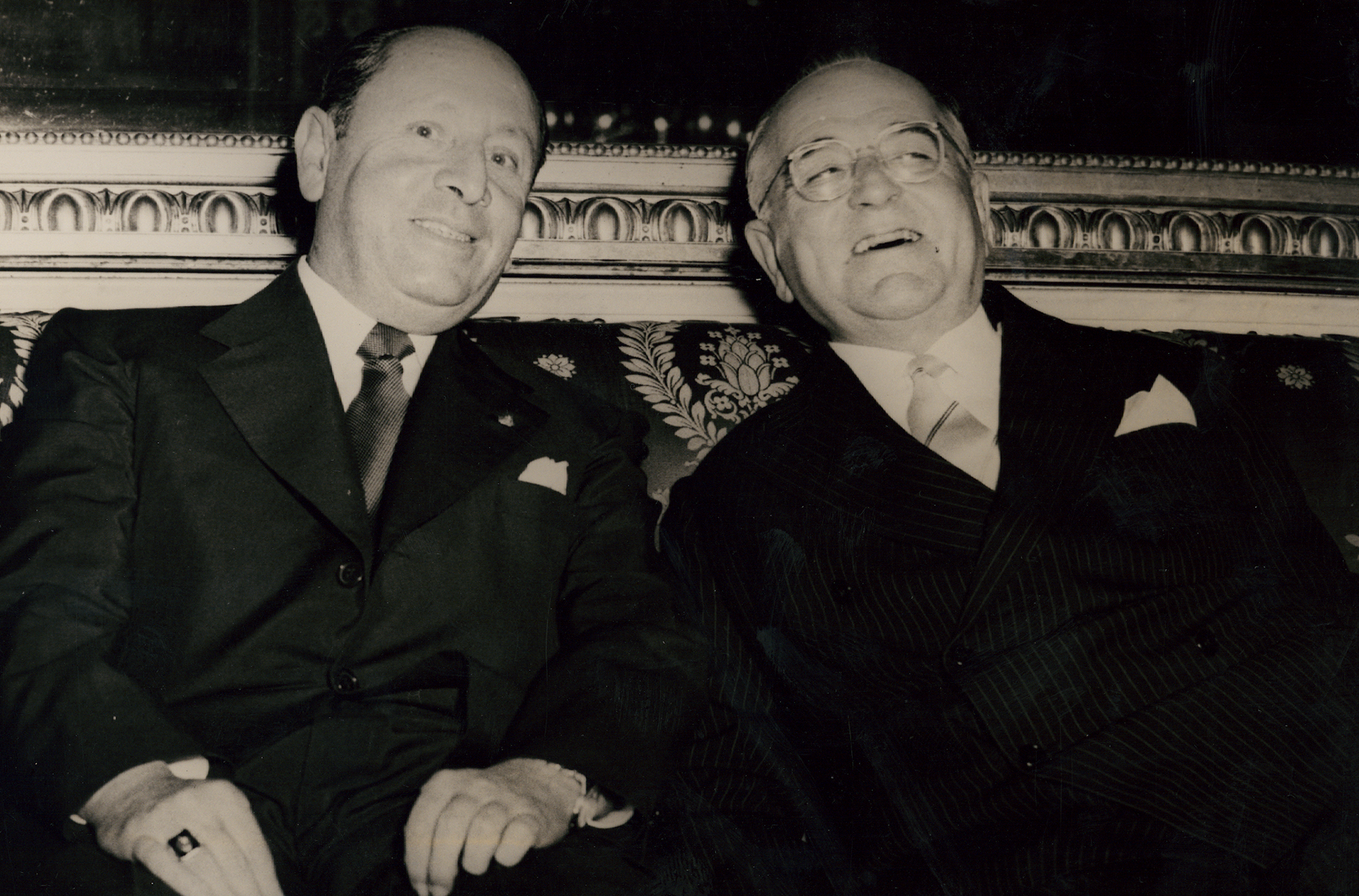
Manuel Odría y Getúlio Vargas en 1952.

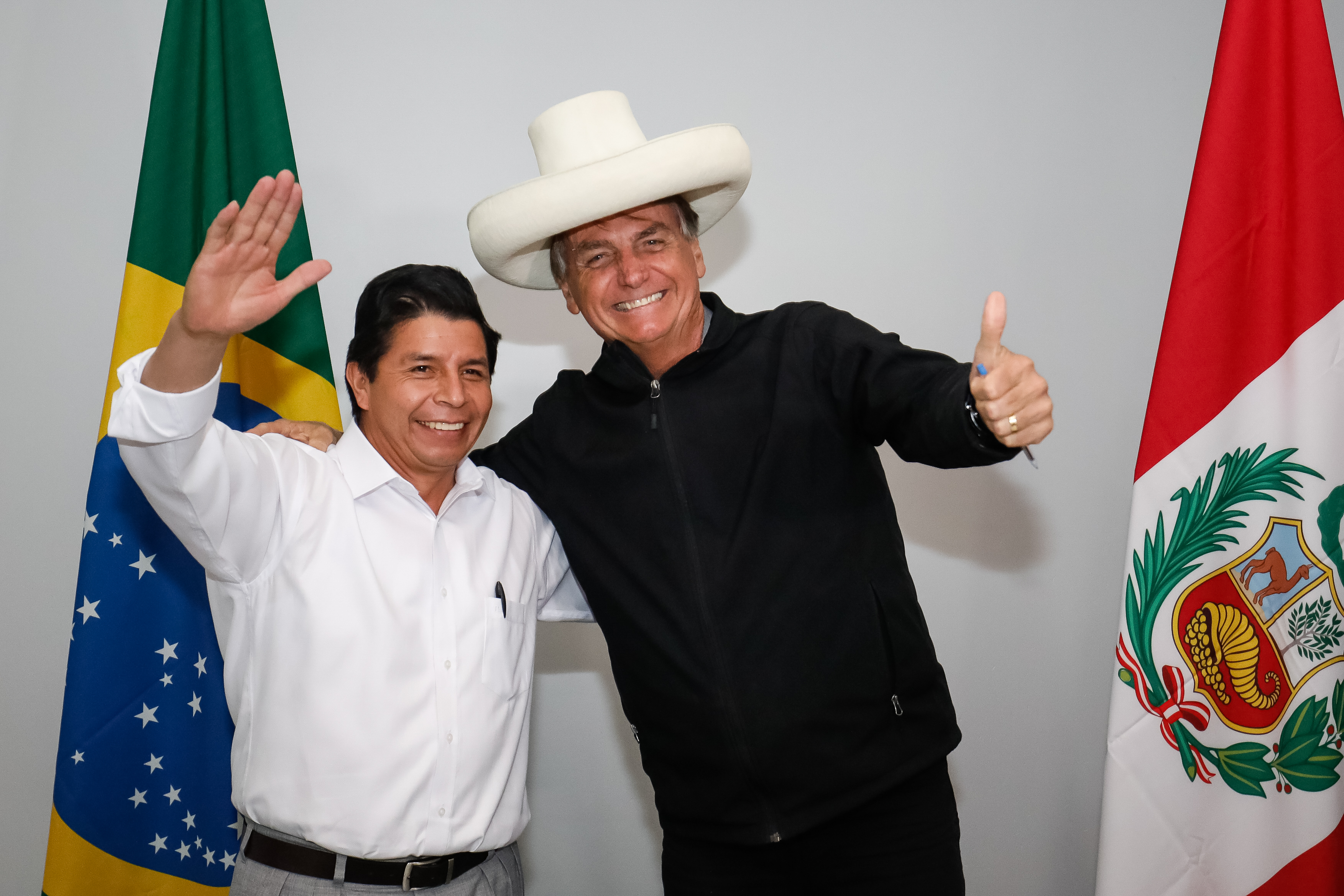
Pedro Castillo abrazando a Jair Bolsonaro en una reunión bilateral pactada en 2022.

En el 2014, el intercambio comercial registró los 3.500 millones de dólares. 
Actualmente, Brasil y Perú negocian un Acuerdo de Complementación Económica. El flujo comercial bilateral sumó US$ 5,461 millones en 2022, siendo Brasil el tercer socio comercial del Perú.

## Visitas de alto nivel
Visitas presidenciales del Perú a Brasil
- Presidente Pedro Castillo (2022)[11]
- Presidenta Dina Boluarte (2023)[12]

## Embajadores
Embajadores de Brasil en Perú
- Miguel Maria Lisboa
- Alfredo Lazary Teixeira
- Marcos Raposo Lopes

Embajadores del Perú en Brasil
- Hugo de Zela Martínez
- Ricardo Ghibellini[13]
- Gonzalo Fernández Puyó
- Carlos Miró-Quesada Laos
- Hugo Ernesto Palma Valderrama
- Jorge Porfirio Bayona Medina
- Vicente Rojas Escalante

## Misiones diplomáticas
- Brasil tiene una embajada en Lima y un vice-consulado en Iquitos.
- Perú tiene una embajada en Brasilia y consulados-generales en Manaus, Río de Janeiro y en São Paulo.

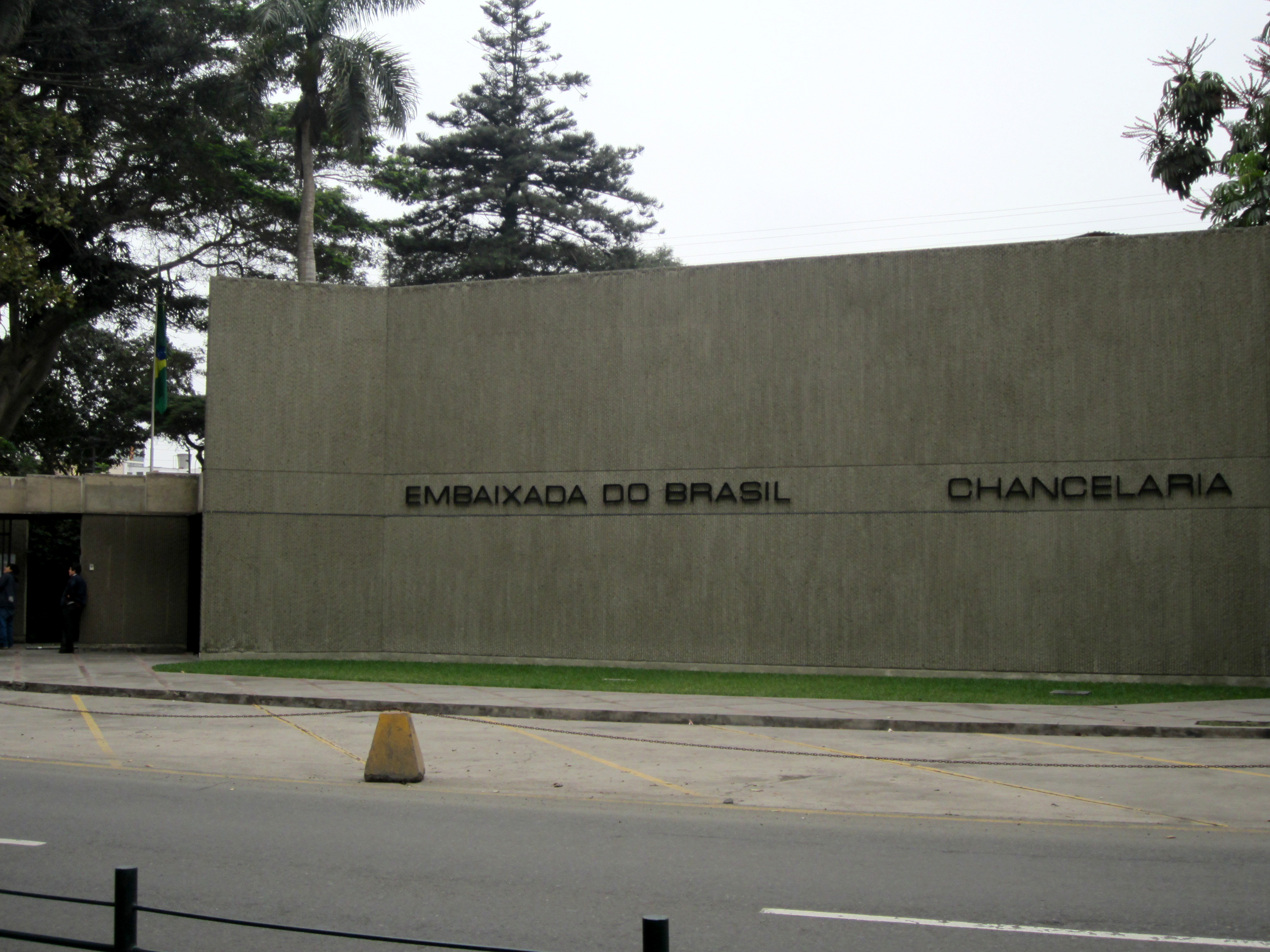
Embajada de Brasil en Lima
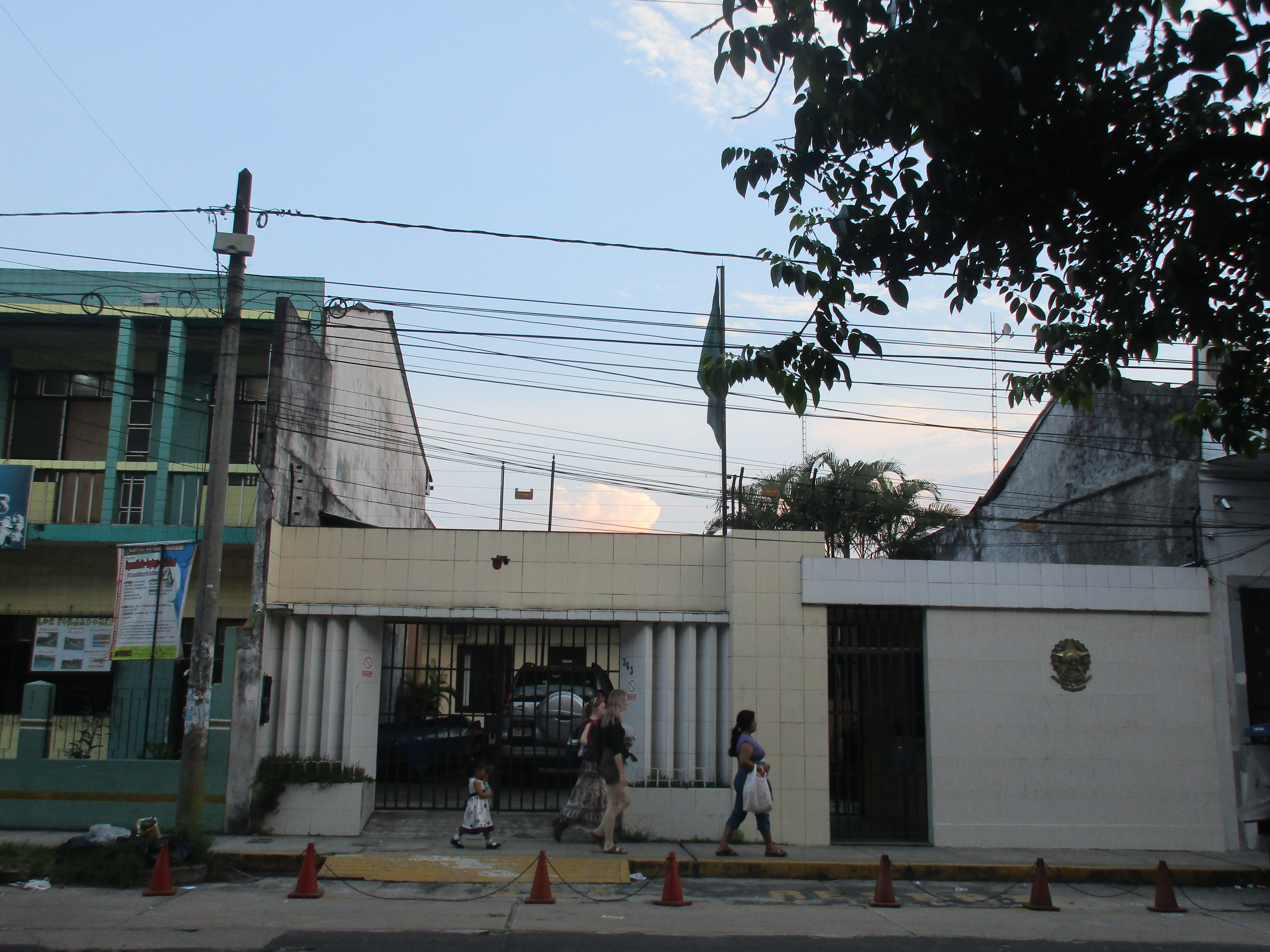
Vice-Consulado de Brasil en Iquitos
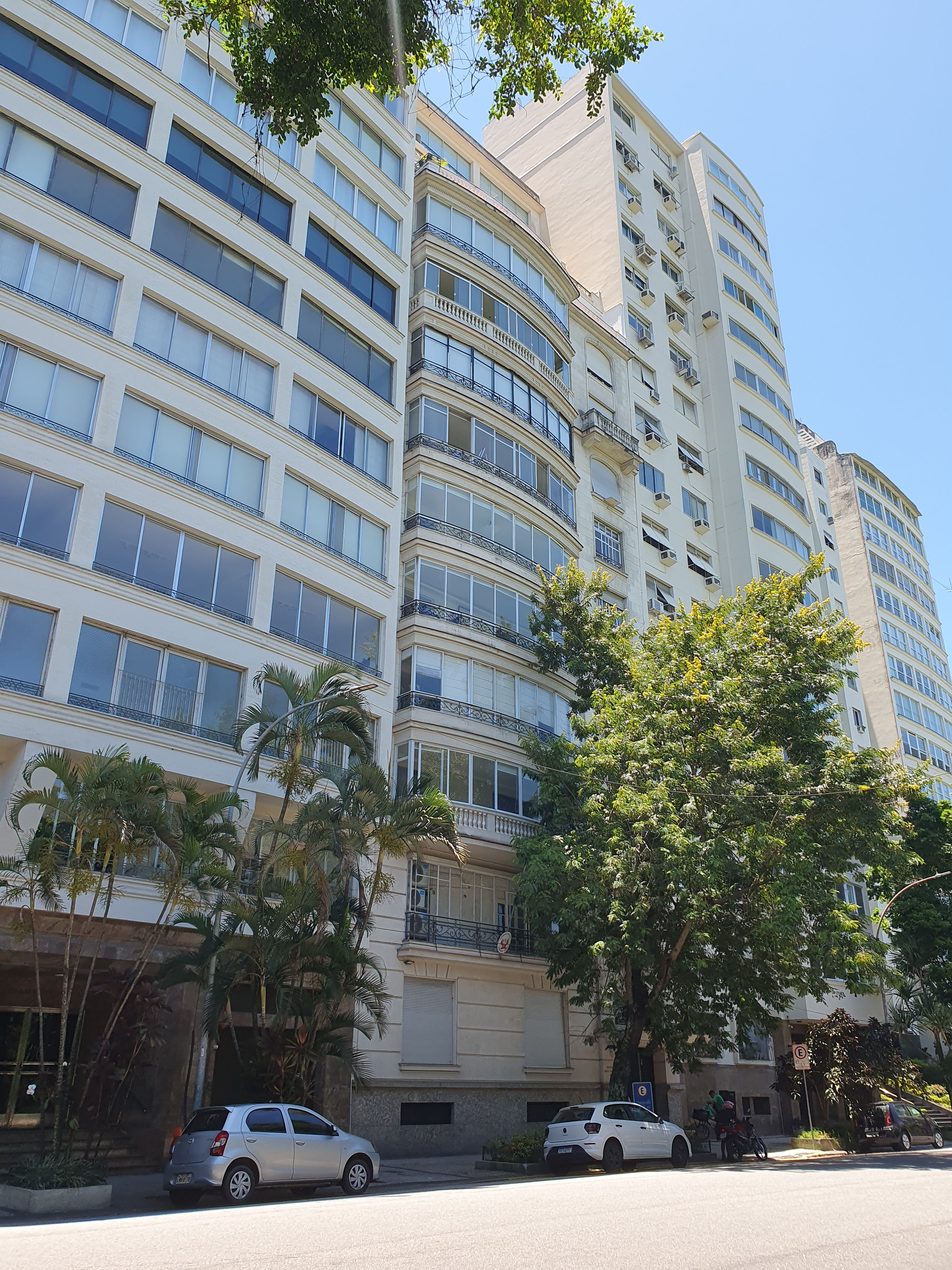
Consulado-General del Perú en Río de Janeiro